# Plesiaster
Plesiaster is een geslacht van uitgestorven zee-egels, en het typegeslacht van de familie Plesiasteridae.

## Soorten
- Plesiaster peini (Coquand, 1862) † Santonien-Campanien, Noord-Afrika.
- Plesiaster hourcqi (Lambert, 1933) † Campanien-Maastrichtien, Madagaskar.
- Plesiaster nobilis (Stoliczka, 1873) † Campanien-Maastrichtien, Madagaskar, Zuid-India.
- Plesiaster trangahyensis (Lambert, 1936) † Maastrichtien, Madagaskar.
- Plesiaster amnicus (Greyling, 1996) † Maastrichtien, Zululand.
- Plesiaster nicklesi (Collignon & Lambert, 1928) † Danien, Spanje.
- Plesiaster gregalis (Bohm, 1927) † Danien, Turkije.